# Pediobius praeveniens
Pediobius praeveniens är en stekelart som beskrevs av Kerrich 1973. Pediobius praeveniens ingår i släktet Pediobius och familjen finglanssteklar.
Artens utbredningsområde är:
- Kenya.
- Uganda.

Inga underarter finns listade i Catalogue of Life.